# Plejad-Klasse (1953)
Die Plejad-Klasse war eine Klasse von Torpedoschnellbooten (dort als "Torpedbåten" klassifiziert). Es wurden 11 Boote von der deutschen Lürssen Werft von 1953 bis 1957 gebaut. Diese blieben bis Mitte der 1970er Jahre im Dienst. Die Klasse wurde nach dem ersten in Dienst gestellten Boot benannt, alle weiteren Boote trugen Namen von Sternen.

## Geschichte
Die Plejad-Klasse galt in Schweden als Ersatz für die erste Plejad-Klasse von Torpedobooten, die in den Jahren 1905–1910 gebaut und während des Zweiten Weltkrieges bzw. kurz danach außer Dienst gestellt worden war. Die neuen Plejad-Boote waren erheblich größer und leistungsfähiger als die vorhergehenden Torpedoboote und wurden in ihrer Aufgabe deutlich von den ebenfalls vorhandenen noch kleineren MTB (Motortorpedbåten) unterschieden.
Die Plejad-Klasse diente als Modell für weiterentwickelte schwedische Eigenbauten (Spica-Klasse). Sie waren bis 1973 im aktiven Dienst. 1977 und 1981 wurden die Boote dann verkauft. Einige wurden nach dem Verkauf zivil umgenutzt, z. B. T103 Polaris als dreimast Segelyacht und T106 Rigel als Arbeitsboot mit Kranaufbau.
Ein fast baugleiches Boot wurde schon 1951 zu Erprobungszwecken von Lürssen geliefert. Diese HMS Perseus (T101) wurde aber nie im Flottendienst eingesetzt, sondern ausschließlich als Träger vor allem zur Motorenerprobung verwendet. 1967 wurde das Boot außer Dienst gestellt.
Die Plejad-Klasse zeigte schon Merkmale der deutschen Jaguar-Klasse, die ab 1957 für die Bundesmarine gebaut wurde.

## Konstruktion

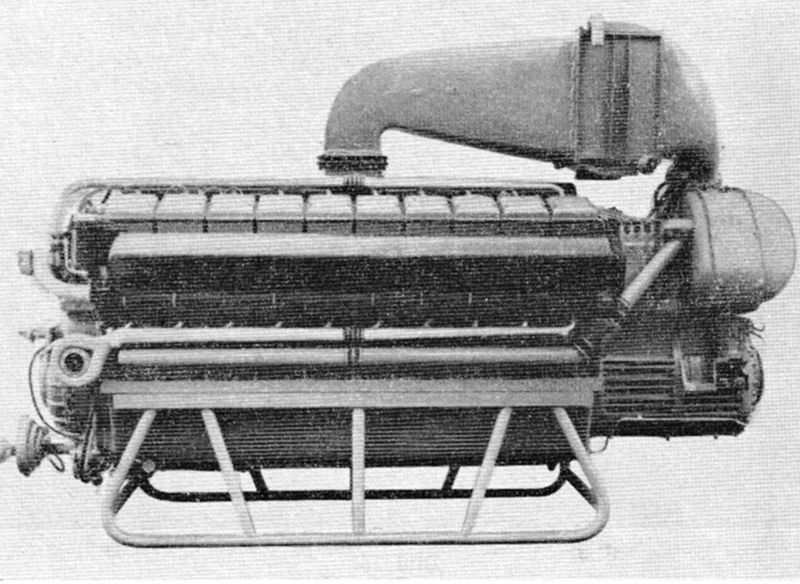
Dieselmotor MB 518/3

Die Plejad-Boote waren als Rundspant-Verdrängerboote aus Schiffbaustahl gebaut. Sie wurden von drei mechanisch aufgeladenen Dieselmotoren MB 518 von Mercedes-Benz mit je 3000 PS Leistung bei 1720 Umdrehungen angetrieben, die den Booten eine Höchstgeschwindigkeit von 37,5 kn verliehen. Die Abgase wurden zur Geräuschdämpfung seitlich unterhalb der Wasserlinie abgeführt.

## Bewaffnung
Vier der sechs Torpedorohre, welche die Hauptwaffe der Boote darstellten, waren auf dem Achterschiff paarweise schräg seitlich des hinteren Geschützstandes montiert. Die beiden Anderen waren geradeaus in Fahrtrichtung auf dem Vorschiff beiderseits des Buggeschützstandes montiert. Es konnten keine Ersatztorpedos mitgeführt werden. Ab Ende der 1950er Jahre wurde der drahtgelenkte Torped 14 und von Mitte der 1960er Jahre der Torped 61 verwendet.
Die beiden 40-mm-Flakgeschütze waren in zunächst offenen Ständen vor und hinter dem Brückenaufbau montiert. Ende der 1950er Jahre wurden sie mit Kunststoffhauben gegen Witterungseinflüsse abgedeckt. Die Geschütze wurden zentral über eine optische Zielsäule m/1948 gerichtet.
Die Boote waren zur Beleuchtung des unübersichtlichen Einsatzgebietes während der langen Dunkelzeiten im hohen Norden mit zwei Typen Leuchtraketen bestückt. Die vier größeren mit einem Durchmesser von 103 mm waren in zwei Startgestellen seitlich am Brückenaufbau befestigt. Der zwölffach-Raketenwerfer mit 57-mm-Raketen stand ganz im Heck des Bootes.
Zusätzlich konnten Schienen zum Verlegen von Minen installiert werden.

## Boote der Klasse

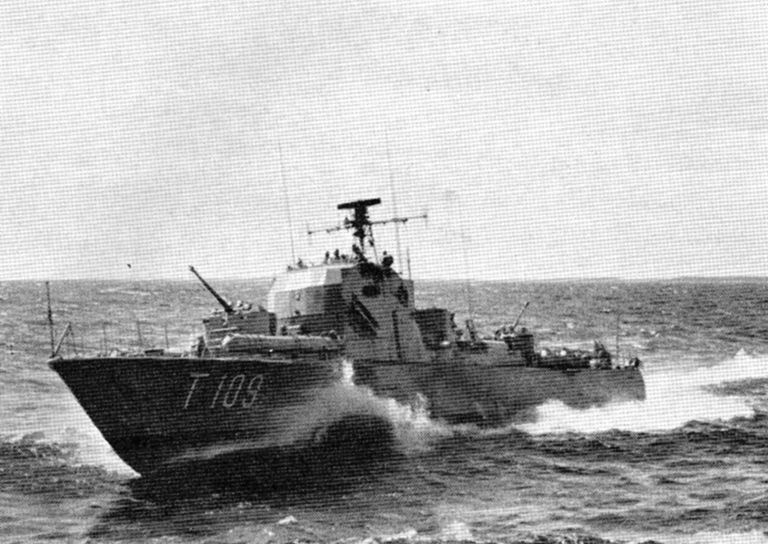
Die Antares

- HMS Plejad (T102)
- HMS Polaris (T103)
- HMS Pollux (T104)
- HMS Regulus (T105)
- HMS Rigel (T106)
- HMS Aldebaran (T107)
- HMS Altair (T108)[3]
- HMS Antares (T109)[4]
- HMS Arcturus (T110)
- HMS Argo (T111)
- HMS Astrea (T112)